# Liuyu
Liuyu (kinesiska: 流峪镇, 流峪) är en köping i Kina. Den ligger i provinsen Shandong, i den östra delen av landet, omkring 150 kilometer söder om provinshuvudstaden Jinan. Antalet invånare är 46133. Befolkningen består av 22 428 kvinnor och 23 705 män. Barn under 15 år utgör 16,0 %, vuxna 15-64 år 71 %, och äldre över 65 år 11,0 %.
Genomsnittlig årsnederbörd är 902 millimeter. Den regnigaste månaden är juli, med i genomsnitt 265 mm nederbörd, och den torraste är januari, med 5 mm nederbörd.